# Иидзима, Сумио
Сумио Иидзима (яп. 飯島澄男; род. 2 мая 1939, Сайтама) — японский физик, специалист по нанотехнологии. Часто упоминается как пионер в области углеродных нанотрубок.
Член Японской академии наук (2010), иностранный член Национальной академии наук США (2007), Норвежской академии наук (2009), Китайской академии наук (2011).

## Биография
Иидзима родился в префектуре Сайтама в 1939 году. В 1963 году он получил степень бакалавра инженерных наук в Университете электросвязи в Токио. Он получил степень магистра в 1965 году и защитил кандидатскую диссертацию по физике твердого тела в 1968 году в Университете Тохоку в Сендае.
C 1970 по 1982 год он проводил исследования кристаллических материалов с помощью электронной микроскопии высокого разрешения в Аризонском университете. В 1979 году он посетил Кембриджский университет, чтобы провести исследования углеродных материалов.
С 1982 по 1987 год он работал в Японской научно-исследовательской корпорации, изучая сверхмелкозернистые частицы, после чего перешёл в компанию NEC, где работает до сих пор. Несмотря на то, что углеродные нанотрубки наблюдались и ранее, многие считают его их первооткрывателем, так как в 1991 году он смог запечатлеть их и выяснить их структуру, а также вызвал интерес к этой теме со стороны научного сообщества. Его статью об этом в журнале Nature процитировали более 37 тысяч раз.С 1999 года он также является профессором Университета Мейдзё. Кроме того, он является почётным членом Национального института передовых промышленных наук и технологий, заслуженным приглашенным профессором Университета Нагои.

## Награды и премии
Он был награжден медалью Бенджамина Франклина по физике в 2002 году «за открытие и выяснение атомной структуры и спирального характера многостенных и одностенных углеродных нанотрубок, которое оказало огромное влияние на области быстрорастущих конденсированных материалов и электроники».
Он является членом Японской академии наук, а также иностранным членом Академии наук США и Норвежской академии наук.
Текущий индекс Хирша = 103.

### Список наград
- Мемориальная премия Нисины[яп.] (1985)
- Премия Асахи (1996)
- Премия Еврофизика (2002)
- Премия газеты «Тюнити»[яп.] (2002)
- Императорская премия Японской академии наук (2002)
- Премия Джеймса Макгруди за исследования в области новых материалов (2002)
- Медаль Бенджамина Франклина (2002)[10]
- John Cowley Medal, International Federation of Societies for Microscopy[англ.] (2006)
- Премия Фудзивары[яп.] (2007)
- Премия Бальцана (2007)
- Премия принца Астурийского (2008)
- Премия Кавли (2008)[12]
- Орден Культуры (2009)
- Орден Доверия, Республика Казахстан (2025)